# Phobetron pithecium

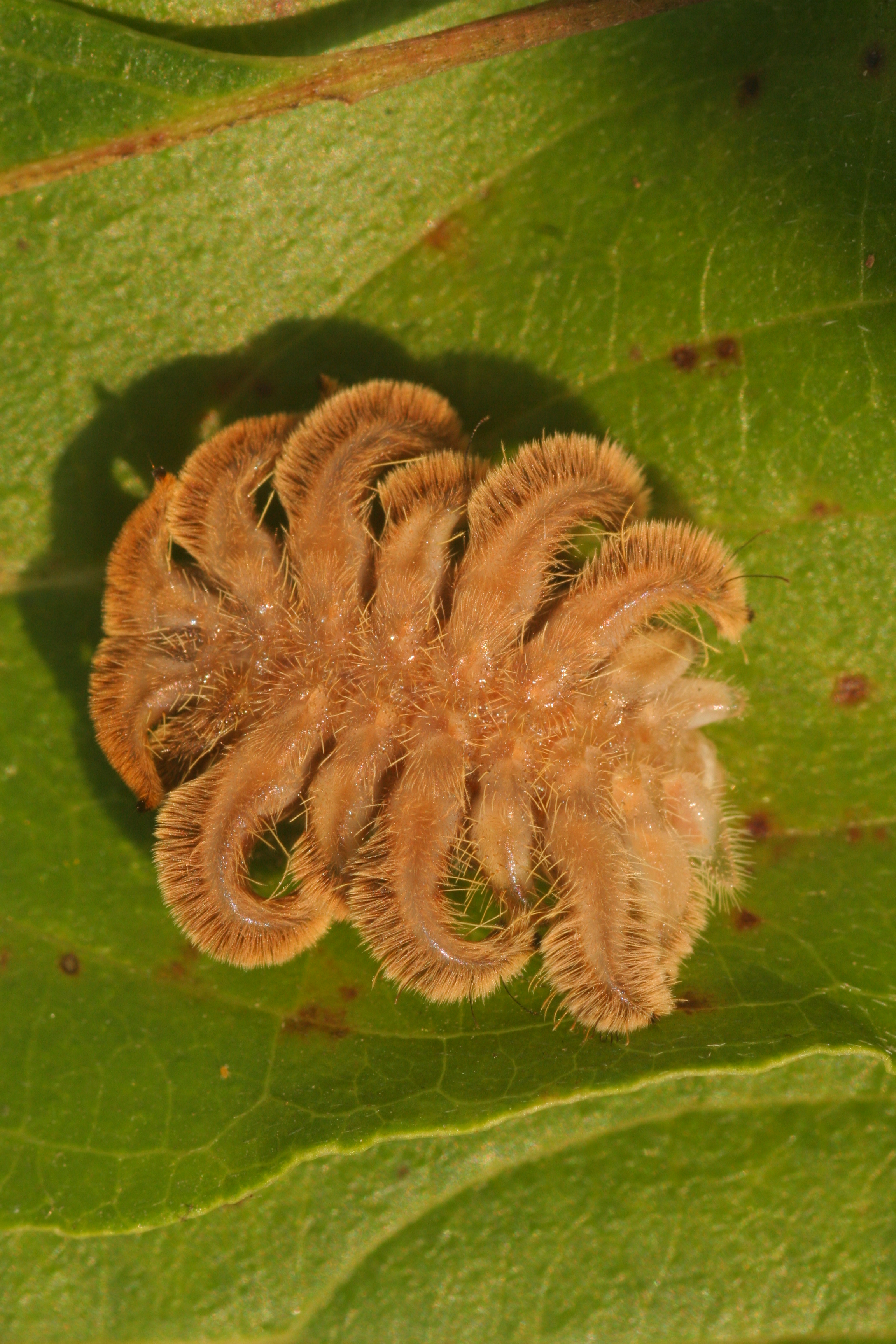
Raupe Oberseite

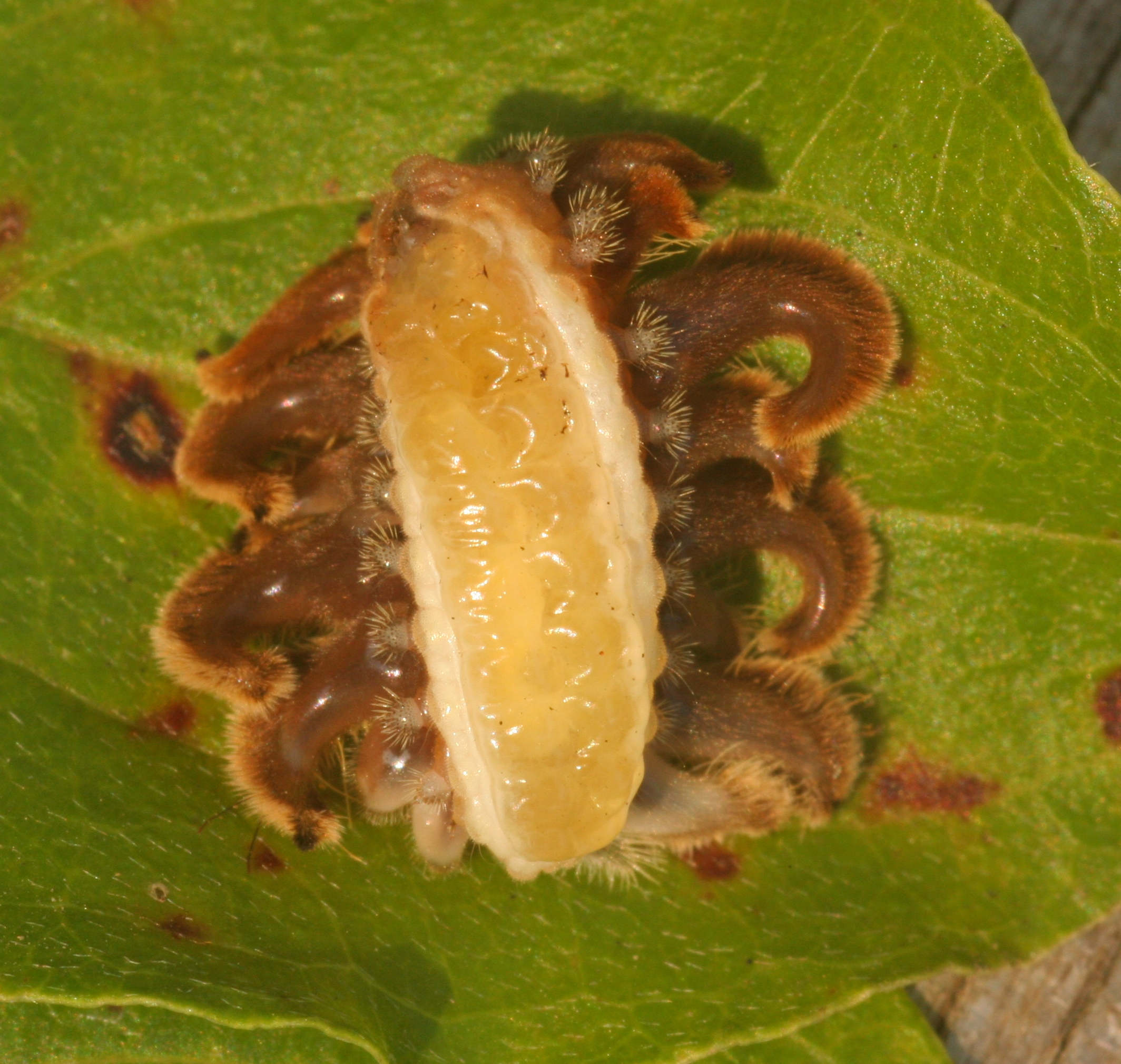
Raupe Unterseite

Phobetron pithecium ist ein in Nordamerika vorkommender Schmetterling (Nachtfalter) aus der Familie der Schneckenspinner (Limacodidae).

## Merkmale

### Falter
Die Flügelspannweite der Falter beträgt 20 bis 28 Millimeter. Zwischen den Geschlechtern besteht ein leichter Sexualdimorphismus. Bei den Männchen sind die Flügel graubraun gefärbt, dünn beschuppt und durchscheinend. Die Flügel der Weibchen zeigen eine undeutliche graubraune bis dunkel gelbbraune Marmorierung sowie schwach ausgebildete schwarzbraune Querlinien. Das mittlere Beinpaar ist mit einem gelblichen Haarbüschel versehen, das den Körbchen, die bei Bienen die Pollen tragen ähnelt. Es wird angenommen, dass es sich dabei um ein Mimikry-Muster handelt und zur Abschreckung von potentiellen Feinden dient. Der Thorax ist bei beiden Geschlechtern pelzig braun behaart, ein Saugrüssel fehlt.

### Raupe
Die Raupen haben anstelle der Bauchbeinpaare eine Kriechsohle, ähnlich wie Schnecken. Damit können sie sich fortbewegen oder auf Blättern festsaugen. Auf der Oberseite haben sie ein sehr auffälliges Erscheinungsbild, das von der typischen, meist lang gestreckten Raupenform wesentlich abweicht. Die Körperform wird aus je bis zu neun, stark behaarten, unterschiedlich langen Armen an jeder Seite gebildet, deren Grundfarbe gelbbraun bis rostbraun ist. Ein Zeichnungsmuster ist nicht vorhanden. Da es sich bei den Haaren um Brennhaare handelt, können sie beim Menschen bei Berührung einen Juckreiz hervorrufen.

## Verbreitung und Vorkommen
Phobetron pithecium kommt von Québec und Maine Richtung Süden in den östlichen und mittleren Bundesstaaten der USA bis Florida sowie Nebraska, Arkansas und Mississippi im Westen verbreitet vor. Die Art besiedelt bevorzugt dichte Laubwälder.

## Lebensweise
Die Falter fliegen regional unterschiedlich zwischen Mai und September. Die polyphagen Raupen ernähren sich von den Blättern verschiedener Bäume, dazu zählen Apfel, Birke, Eiche, Esche, Weide und Walnuss.

## Gefährdung
Die Art gilt in ihren Vorkommensgebieten als nicht gefährdet, wird jedoch von der Weltnaturschutzorganisation IUCN noch nicht offiziell klassifiziert.